# 雪山隧道
雪山隧道，原名坪林隧道，簡稱雪隧，北起南港系統交流道與國道三號相接，並設有石碇、坪林(坪林交控中心)、頭城、宜蘭、羅東、蘇澳等交流道，全長約54公里，雪山隧道則位於坪林頭城間長達12.9公里， 於95年6月16日通車(第一階段開放小型車通行，第二階段自96年11月15日起開放大客車通行)。 一座開鑿於1991年至2006年間、長度近12.9公里的公路隧道，屬蔣渭水高速公路橫貫雪山山脈的路段。其建造目的之一為改善宜蘭縣聯外交通，以及促進臺灣東部地區發展。

## 簡介
雪山隧道是一座由多組隧道構成的隧道群；除了東行線、西行線的兩座主隧道，尚包括中間的導坑；兩座主隧道中間，有36座橫向的人行聯絡隧道、八座車行聯絡道，加上抽排風系統所挖掘的豎井、三處通風站、三座通風中繼站合計12處橫向通風隧道、六座通風豎井及一號豎井頂部排風用橫向排氣隧道等等，大大小小長長短短共58組隧道，是全世界規模最大雙孔公路隧道群。
至2023年，雪山隧道是亞洲第九長的公路隧道，同時也在全世界的公路隧道中排行第十五。在雪山隧道通車之前，臺灣所有的陸上運輸隧道（不分鐵路和公路，並排除兩者的地下化部份）長度排名的前段班皆由臺灣鐵路管理局的鐵路線擁有。雪隧通車後徹底改寫了以往紀錄，並使臺鐵失去了「臺灣最長隧道擁有者」的頭銜。另由於隧道施工難度高，早在未更名之前，以「坪林隧道」名稱列入《大英百科全書》中。

## 命名
由於雪山隧道有三分之二位於臺北縣坪林鄉（今新北市坪林區）境內，隧道兩端分別為臺北縣坪林鄉（今新北市坪林區）與宜蘭縣頭城鎮，施工之初依照中華民國國道命名慣例而暫名「坪林隧道」，但引發頭城鎮鄉親抗議；時任中華民國總統陳水扁基於當地屬雪山山脈支脈末端，遂逕自提議改名雪山隧道定案。相關單位並於一週後完成更名作業。

## 計畫＆施工

### 興建計畫

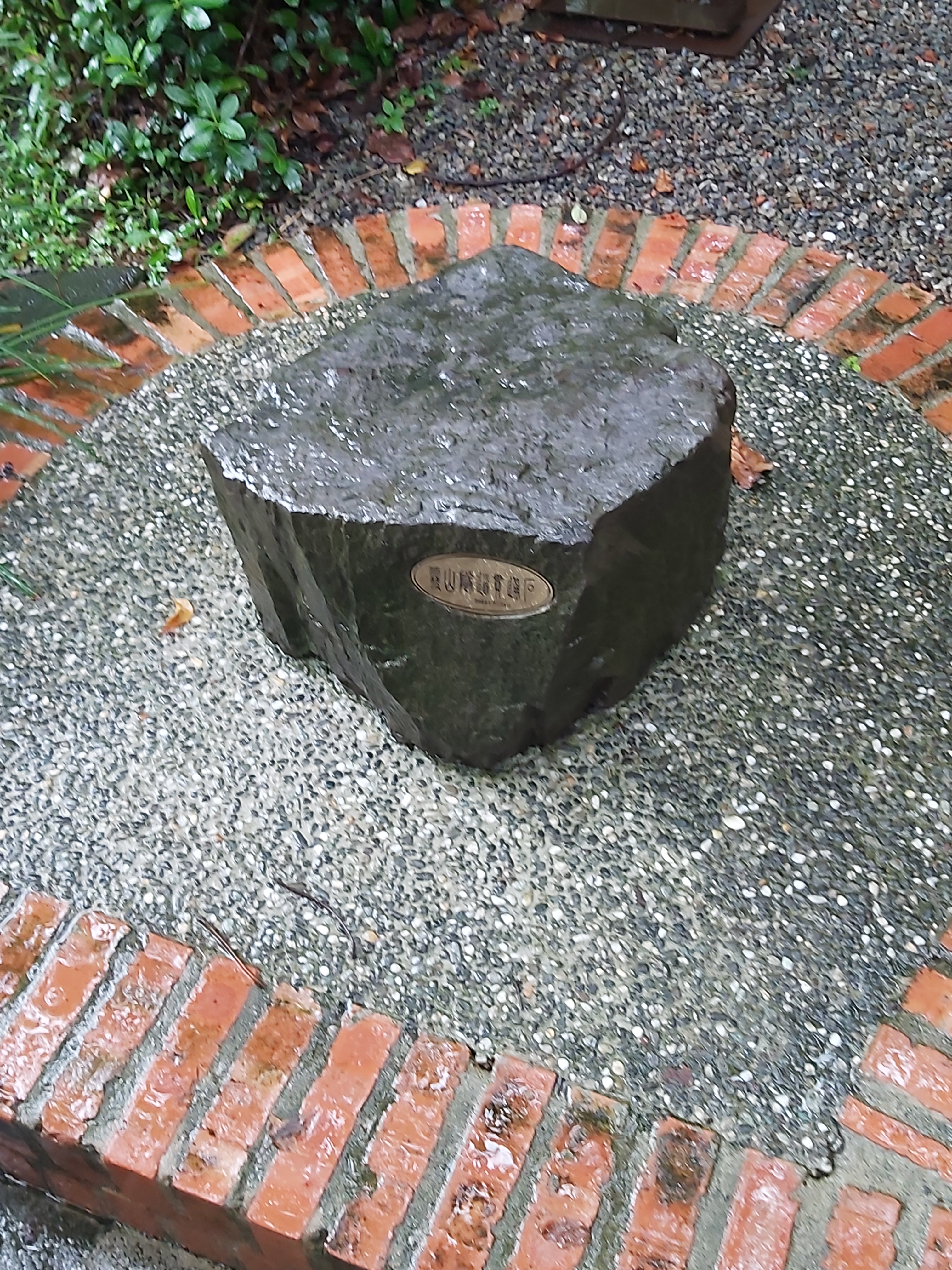
現藏於行政院院區庭園的雪山隧道貫通石

「北宜高速公路南港頭城段建設計畫」奉行政院於1988年9月22日函核定辦理，計畫總經費為新臺幣601億元，計畫期程為1998年6月底，嗣經二次修正核定展延至至2006年12月底，計畫總經費修正為新臺幣588億元；「北宜高速公路頭城蘇澳段建設計畫」前奉行政院90年2月13日及94年12月22日核定總經費為新臺幣274.6億元，計畫期程至2007年7月底。
兩項建設計畫進入結案階段時經中華民國交通部依實際支應需求檢討後，因執行期程長，遭遇艱困地質、物價大幅變動、配合地方發展之需要、工程履約爭議案件、工務行政業務所需等因素影響，總經費分別增加至新臺幣598.15億元與新臺幣282.87億元。（行政院經濟建設委員會「北宜高速公路南港頭城段」、「頭城蘇澳段」兩項建設計畫調整總經費案。）
為控制北宜高速公路南港頭城段的建造成本，分兩階段辦理價值工程研析。第一階段，基本設計完成隧道斷面配置、施工方法評選、通風方案等工作後，於1990年10月至11月委託世曦工程顧問公司辦理，由國內外專家組成工作小組，依「公路橋梁」、「隧道工程」之不同特性進行編組研析提出13項建議，其中隧道內徑縮小經評估接受採用。第二階段，基本設計成果提出經估建設經費達629.6億元，超出原編計畫經費601億元甚多，後提出可調整之設計建議方案排定優先順序採行，初步結算計畫總經費控制尚控制在預算601億元以內，其中雪山隧道土建部分約佔260餘億元。。

### 施工歷程

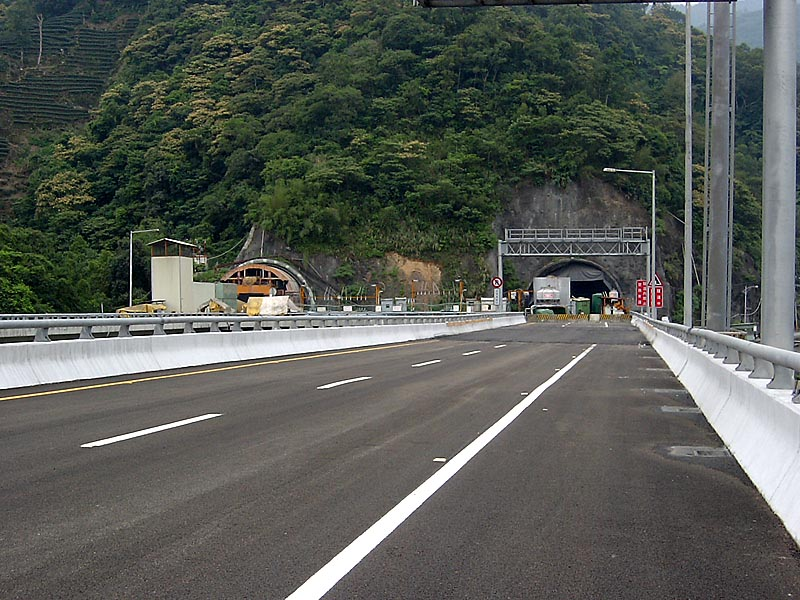
2002年尚在施工中的雪山隧道

雪山隧道為完成蔣渭水高速公路建設的關鍵工程。施工期間遭遇台灣工程史中未曾面對的困難，造成工程嚴重受阻且進度大幅落後，直至2000年5月整體工程進度僅有33.6%，通車時程因此比預估的1998年足足晚了八年。細數雪山隧道工程艱難之處，主要因素在於行經極度惡劣的地質，其中包括了六處地震帶斷層、98處剪裂帶及36處地下湧泉。隧道工程常常因此而受到阻礙，有施工人員形容，雪山隧道就像是「泡在水裡長大的隧道」。
整個雪山隧道工程使用兩大一小共三部全斷面隧道鑽掘機（TBM）進行快速挖掘，負責主隧道工程的大型TBM單價約新臺幣十億餘元，獨力挖通導坑的小型TBM約3.2億元。其中一部大型TBM在進行隧道東口工程時，通過硬度比鋼還要高的四稜砂岩地層（Szeleng sandstone），一度遭遇每秒750公升的大湧水。在挖掘過程中，共發生過63次岩盤崩落，全斷面鑽掘機曾26度受困。位於西行線（通車後改稱為北上線）的另一部在1997年12月15日的一次隧道崩塌事故中，被大量土石掩埋而損毀報廢。之後施工單位為了加快工程進度，在第二號豎井內增開新的工作面，並用傳統鑽炸法施工，以增加工作面的方式提昇施工速度，才讓整體施工進度大幅改善。
整個公路工程共有上千名工程人員參與，日夜趕工經常回不了家。也有些人因工程環境、壓力及勞累造成健康受損，最常見的是呼吸系統疾病和外科傷害。在發生的工程災難中，有工程人員被土石活埋、溺死或被石塊砸斃，在國道五號公路前後15年的施工期間內共計有25位工作人員不幸殉職，雪山隧道工程的部分則共有13位工作人員殉職。

## 安全議題

### 消防與安全
在長公路隧道中，消防工作顯得特別重要，因為在密閉的空間裡若發生火災會比在空曠處更難以救援。比如法國與義大利邊境的白朗峰隧道（法語：Tunnel du Mont-Blanc）曾在1999年3月24日發生火災事故，一輛載運麵粉和瑪琪琳的比利時卡車在隧道內六公里處失事，引起溫度一度高達攝氏1,000度的熊熊大火。事故發生後，法國、義大利及瑞士三國聯合救災，花了三天才將火勢撲滅，最後計有39人不幸罹難。事故地點因高溫燃燒造成隧道頂拱崩塌，後續花了三年時間封閉維修才重新開放通車。
雪山隧道在防災設計上每隔350公尺設有一個人行逃生出口連接導坑，每1,400公尺更設有兩座主隧道的車行聯絡道，以利發生災難時能讓車輛利用對向隧道順利離開事故現場。鑑於長隧道內行車時，駕駛可能因週遭環境單調而容易造成視覺疲勞，使得車禍更加容易發生。隧道的內壁繪製了臺灣原住民服裝的圖案以增加景觀變化，更可提醒用路人目前開到了何處。另外為了避免高速行駛應變不及發生車禍，通車後之初期，隧道內限制行車時速在50至70公里間。隧道內行車安全距離須保持50公尺以上（若遇壅塞導致行車速度低於50公里或完全停止時，則應保持20公尺車距）。超速、未保持安全車距、任意變換車道等違規者將由內政部警政署國道公路警察局嚴格拍照告發取締，並得連續累積處分以確保其他用路人的行車安全。
隧道工程原本於2005年底就已經完工，但是因為消防及安全演練未完成就要開放通車，而招致當地極大的批評聲浪，迫使交通部原訂於2006年1月19日通車的計畫取消。最後依2004年原始三階段履勘計畫作業實施勘驗，完成各項防救災演練，並將履勘意見改善完成，在確保安全無虞後才在2006年6月16日下午1時正式開放通車。之後國道5號「石碇至頭城」段（含雪山隧道）已經於2007年11月15日開放大客車通行，但限行外側車道。2008年5月1日，隧道內速限由50至70公里提高到60公里到80公里，2010年11月1日提高到90公里。

### 事故
2012年5月7日下午1點30分，雪山隧道發生通車以來最嚴重的死亡事故，隧道內南下26公里處一輛小客車爆胎而緊急煞車，後方車輛及葛瑪蘭客運立即閃避，但一輛客貨兩用車及首都客運先後追撞葛瑪蘭客運。客貨車被撞起火，火勢很快延燒到首都客運，隧道內頓時成了「濃煙密布的高溫停車場」。這起事故造成了2人死亡、7人重傷、15人輕傷。
逃出的民眾形容，高溫與濃煙讓「隧道像是倒下的煙囪」，數百名旅客脫困後，臉上幾乎都留下一層煙灰的印記。據了解，隧道平常溫度約攝氏30度，火燒車時的隧道內測得溫度可高達攝氏54度。

## 未來規劃
由於雪山隧道僅有雙向四線道（單向僅兩車道），預估在十年內容量即會不足。相關部門亦研議台灣高鐵延伸宜蘭。

## 影音紀錄

### 《建築奇觀：台灣雪山隧道》
探索頻道（英語：Discovery Channel）與交通部合作，為雪山隧道拍攝紀錄片《建築奇觀：台灣雪山隧道》（英語：Man Made Marvels: Taiwan's Hsuehshan Tunnel），紀錄興建雪山隧道的艱辛過程，並稱雪山隧道足以躋身全球「最艱鉅建築工程」之列。該片於2006年8月27日晚間9:00首播，創下該頻道在臺灣開播以來收視率的最高紀錄，並將陸續於全亞洲23個國家及全球播出。

## 基本資料
- 隧道長度
  - 主坑
    - 南下：12,917m
    - 北上：12,942m

  - 導坑：12,941m
- 施工單位：榮民工程公司北宜施工處
  - 導坑：北宜施工處第一施工所
  - 主坑：
    - 南下─北宜施工處第二施工所
    - 北上─北宜施工處第三施工所
- 設計最高時速：90km/h（緩衝10km/h，初期開通並無緩衝值超過70km/h即開罰，2008年3月16日放寬速限至80km/h，2010年11月開始放寬速限至90km/h）
- 地點：新北市坪林區、宜蘭縣頭城鎮
- 通風豎井：3座（一號豎井深度高達512公尺）
- 軸流式風機：36台（全開時總通風量約為2,280m3/s，總裝置電力約為17,000kW）
- 噴流式風機：112台（南行線/北行線各56台）
- 特高壓變電站：2座（161kV、69kV）
- 高壓變電站：14座（22.8kV）
- 緊急柴油發電機：2座（功率共4,000kW，油槽儲油量7,500加侖）
- 不斷電（UPS）系統
- 總花費：新台幣185億5,500萬元
- 開工日期：
  - 導坑：1991年7月
  - 主坑：1993年7月
- 貫通日期：
  - 導坑：2003年10月
  - 南下：2004年9月
  - 北上：2004年4月
- 啟用日期：2006年6月16日（啟用初期限小型車通行）
- 開挖土方量：509萬立方公尺
- 使用混凝土量：37萬立方公尺
- 照明燈具：兩萬盞
- 電纜線長度：兩千公里
- 擴音號角喇叭：558個